# ヴァイオリン協奏曲 (ニールセン)
ヴァイオリン協奏曲作品33（FS.61）は、カール・ニールセンが1911年に完成したヴァイオリン協奏曲である。

## 概要
交響曲で名声を集めたニールセンに、周囲からはヴァイオリン協奏曲を切望する声が常にあった。作曲の発端となったのは1910年にペデル・メレルが帰国したことであった。1911年夏にグリーグの邸宅で作曲を開始し、数日後にはグリーグが作曲に使っていた小屋に移り、同年12月13日に完成した。ヴァイオリンの名手だったニールセンだが、この曲が唯一のヴァイオリン協奏曲となった。翌1912年2月28日にメレルのヴァイオリン独奏、作曲者の指揮、王立劇場管弦楽団により初演された。

## 楽器編成
独奏ヴァイオリン、フルート2(1奏者はピッコロ持ち替え)、オーボエ2、クラリネット2、ファゴット2、ホルン4、トランペット2、トロンボーン3、ティンパニ、弦5部

## 楽曲構成
2楽章からなる。全曲で約36分。
- 第1楽章 前奏曲 ラルゴ - アレグロ・カヴァレスコ
- 第2楽章 ポーコ・アダージョ - ロンド、アレグロ・スケルツァンド
この楽章は、前半は緩徐楽章、そして後半はフィナーレ的性格を持つ。